# آپسالا (مینه‌سوتا)
آپسالا، مینه‌سوتا (به انگلیسی: Upsala, Minnesota) یک شهر در ایالات متحده آمریکا است که در شهرستان موریسون، مینه‌سوتا واقع شده‌است.

## خصوصیات
آپسالا ۸٫۳۹ کیلومترمربع مساحت و ۴۲۷ نفر جمعیت دارد و ۳۶۵ متر بالاتر از سطح دریا واقع شده‌است.